# Victor Brial
Pour les articles homonymes, voir Brial.
Victor Brial, né le 9 avril 1966 à Sigave, directeur de société, est un homme politique français, membre du Rassemblement pour la République (RPR) puis de l'Union pour un mouvement populaire (UMP). Il est député de Wallis-et-Futuna à l'Assemblée nationale de 1997 à 2007.

## Biographie

### Famille
Victor Brial est le petit-fils de Julien Brial (commerçant originaire des Pyrénées-Orientales) et d'Aloïsia Manuka, Lavelua, ou reine d'Uvéa de 1953 à 1958. C'est le fils du conseiller territorial pour Sigave Cyprien Brial (dirigeant des affaires familiales pour Futuna et élu à l'Assemblée territoriale de 1967 à 1987) et le neveu du député gaulliste Benjamin Brial. Il est également le frère cadet de Julien Brial, qui l'a précédé comme élu local pour Sigave de 1987 à 1997, et de Sylvain Brial, qui lui a succédé en politique en se faisant élire à l'Assemblée territoriale en 2017 et député en 2018. Il est enfin le cousin de Gil Brial, pour sa part engagé en politique en Nouvelle-Calédonie.

### Carrière politique
Victor Brial obtient un brevet de technicien supérieur d'informatique et de gestion. Il est assistant parlementaire du sénateur de Wallis-et-Futuna, Soséfo Makapé Papilio, de 1987 à 1990 et est également directeur de société.
Victor Brial est membre de l'Assemblée territoriale des îles Wallis et Futuna, élu dans le district de Sigave. Il devient président de cette assemblée lors des élections territoriales du 16 mars 1997 et le reste jusqu' au 14 janvier 1999. Quelques mois plus tard, le 1er juin 1997, il est également élu député de Wallis-et-Futuna pour le RPR.
Brial est réélu député le 16 juin 2002. Son élection ayant été invalidée par le Conseil constitutionnel le 19 décembre suivant, il est réélu le 24 mars 2003. Il devient membre du conseil d'administration de l'agence de santé de Wallis-et-Futuna en février 2002, et à nouveau en mars 2006 et mai 2008.
Victor Brial est battu par Albert Likuvalu lors des élections législatives de juin 2007.
Il est nommé membre du conseil de surveillance de l'Institut d'émission d'outre-mer pour représenter Wallis-et-Futuna en mai 2005 et octobre 2009.
Victor Brial est nommé chevalier de la légion d'honneur le 13 juillet 2008.
Il est de nouveau élu président de l'Assemblée territoriale du 11 décembre 2007 à décembre 2010. En juin 2011, il est condamné à 4 mois de prison avec sursis pour recel d'abus de biens sociaux pour avoir financé en partie avec son entreprise la campagne de son frère Sylvain Brial en 2004. Devenu « de plus en plus contesté », il n'est pas réélu aux élections territoriales du 25 mars 2012. 